# تیم ملی بسکتبال زنان فرانسه
تیم ملی بسکتبال زنان فرانسه، نماینده فرانسه در مسابقات بین‌المللی بسکتبال زنان است.